# Hołcyna (Brenna)
Hołcyna (też: Hałcyna) – część wsi Brenna w Polsce, położona w woj. śląskim, w pow. cieszyńskim, w gminie Brenna.
W latach 1975–1998 Hołcyna położona była w województwie bielskim.
Zabudowania Hołcyny położone są w dolinie potoku Hołcyna i na otaczających ją stokach, głównie na zachodnich stokach grzbietu Kotarza.
Pierwsi osadnicy pojawili się w dolinie (zapewne w jej dolnej części) już w połowie XVII w.: Michna Gryniok, Jakub Scharopatka in der Haltshine genannt... notowani są w urbarzu Komory Cieszyńskiej już w 1657 r. W XIX w. przysiółek zapisywany był jako Holczina lub Holzena.
Obecnie w dolnej części przysiółka kilka mniejszych ośrodków wypoczynkowych, szereg pensjonatów, latem na niewielkim zalewie na potoku Hołcyna czynna przystań z kajakami i rowerami wodnymi. Zachowane do dziś nieliczne przykłady dawnego budownictwa ludowego.
Przez Hołcynę biegnie znakowanym kolorem niebieskim  szlak turystyczny na Kotarz.